# Toekoeringra
De Toekoeringra (Russisch: Тукурингра) is een bergketen in het Russische Verre Oosten, binnen de Russische oblast Amoer. Het gebergte vormt onderdeel van de grotere bergketen Jankan-Toekoeringra-Soktachan-Dzjagdy. Het gebergte heeft een lengte van 230 kilometer bij een breedte van 40 tot 70 kilometer en scheidt de Boven-Zejavlakte van de Amoer-Zejavlakte. De Toekoeringra loopt op tot 1604 meter.
Aan noordzijde ligt het Stanovojgebergte, aan westzijde het stroomgebied van de Oljokma met erachter het Jablonovygebergte en aan zuidzijde het stroomgebied van de Zeja.
Het gebergte is samengesteld uit metamorfe leisteen en zandsteen. Er zijn afzettingen van goud, cinnaber, ijzer en andere ertsen aangetroffen. Het is een seismisch gebied.
De Toekoeringra heeft het karakter van een middelgebergte met sporen uit oude ijstijden. Op de hellingen van de bergkam groeien lariksbossen en berkenbossen afgewisseld met mantsjoe-soorten zoals lindes en citroengras. Boven de taigazone groeien Siberische dwergdenstruiken, afgewisseld met losliggend gesteente.
Het oostelijke deel van de bergketen vormt onderdeel van het natuurgebied Zapovednik Zejski.
In de kloof van de rivier de Zeja in het zuidelijke deel van de bergketen werd in de jaren 1960 en 1970 de Zejadam gebouwd voor de gelijknamige waterkrachtcentrale Zeja.